# De Keetmolen
De Keetmolen staat aan de Stationsweg vlak bij Station Ede-Wageningen in de gemeente Ede. Volgens het opschrift onder het wiekenkruis en het bord bij de ingang zou de molen in 1750 gebouwd zijn. Dit is echter onjuist, omdat volgens de kadastrale gegevens de molen in 1857 is gebouwd. De naam heeft de molen te danken aan het feit dat van 1845 tot 1878 nabij de molen een werkkeet heeft gestaan, die in gebruik was voor de huisvesting van de grondwerkers die werden ingezet bij de aanleg van de spoorlijn Arnhem-Utrecht, die in 1845 in gebruik werd genomen. Deze keet zou het eerste stationsgebouw van het station Ede-Wageningen worden, en de naamgever van de molen. 
De windmolen is een koren-, beltmolen met twee koppels maalstenen en werd in opdracht van de familie van de Craats gebouwd voor het malen van rogge en boekweit. Later, toen bleek dat ook gerst in de omgeving verbouwd kon worden, is men ook gerst gaan pellen. De molen heeft nu nog een koppel blauwe stenen en een koppel kunststenen. De maalstoelen worden in het werk gezet met behulp van een wervelbalk. In de vloer van de steenzolder zit nog de kuip van de pelstenen.
De oorspronkelijk stellingmolen bestond uit een houten achtkant met een top van riet op een stenen onderbouw. Op deze stenen onderbouw is later een stenen bovenbouw gemetseld, die behalve op de noordkant geheel bepleisterd is.
De houten bovenbouw werd door een blikseminslag op 12 juli 1865 verwoest. In 1866 werd de molen herbouwd, maar nu met een stenen bovenbouw. De stenen bovenbouw is tot ongeveer 2 meter boven de belt licht en vervolgens sterk conisch gemetseld, omdat anders de molen te hoog zou worden. De onderbouw was immers bestemd voor een stellingmolen. De kap is met riet gedekt. Ook werd een aardenwal (belt) tegen de molen aangebracht voor het kruien van de Oudhollandse wieken. De molen is een bovenkruier, die buiten met een kruiwiel gekruid wordt. De wieken hebben een vlucht van 24 meter en zijn met een heklat verlengd, omdat de belt wat was ingezakt en de molenaar daardoor niet gemakkelijk meer in de wiek kon klimmen.
De 4,90 meter lange gietijzeren bovenas stamt uit 1896 met als opschrift "De Prins van Oranje 1896, no. 1479". Het bovenwiel zit op de bovenas vast met behulp van vulstukken gemaakt van een oude, houten roe. Het bovenwiel bestaat uit vier kruisarmen met plooistukken en heeft alleen een voorvelg. Aan de buitenkant van het wiel zitten belegstukken. Op de door het bovenwiel aangedreven koningsspil zit bovenaan een bonkelaar en onderaan het spoorwiel, dat is voorzien van vrij nieuwe kammen van haagbeukhout, ook wel steenbeukhout genoemd. De luitafel zit op het spoorwiel. De koningsspil is opgedikt met vier, dikke planken, die bij elkaar gehouden worden door op regelmatige afstanden zittende knuppelstroppen.
De vang is een Vlaamse blokvang, die bestaat uit vier blokken. De vang wordt bediend met een vang- of wipstok en de vangbalk is uitgerust met een haak.
In de jaren vijftig werd de molen buiten gebruik gesteld.
Op 18 augustus 1971 werd de gemeente Ede eigenaar van de molen en is de molen in 1978 gerestaureerd. In de periode 2006-2007 zijn in 14 maanden tijd de binten voorzien van met kunsthars aangegoten koppen en is de molen opnieuw bepleisterd.

## Eigenaren
- 1860 - 1884 C. v.d. Craats Jansz.
- 1884 - 1899 J.D. v.d. Craats
- 1899 - 1910 J.W. v.d. Craats
- 1910 - 1948 J.W. en H. v.d. Craats
- 1948 - 1950 H. v.d. Craats
- 1950 - 1971 fa. v.d. Craats C.V.
- 1971 - heden gemeente Ede

## Fotogalerij

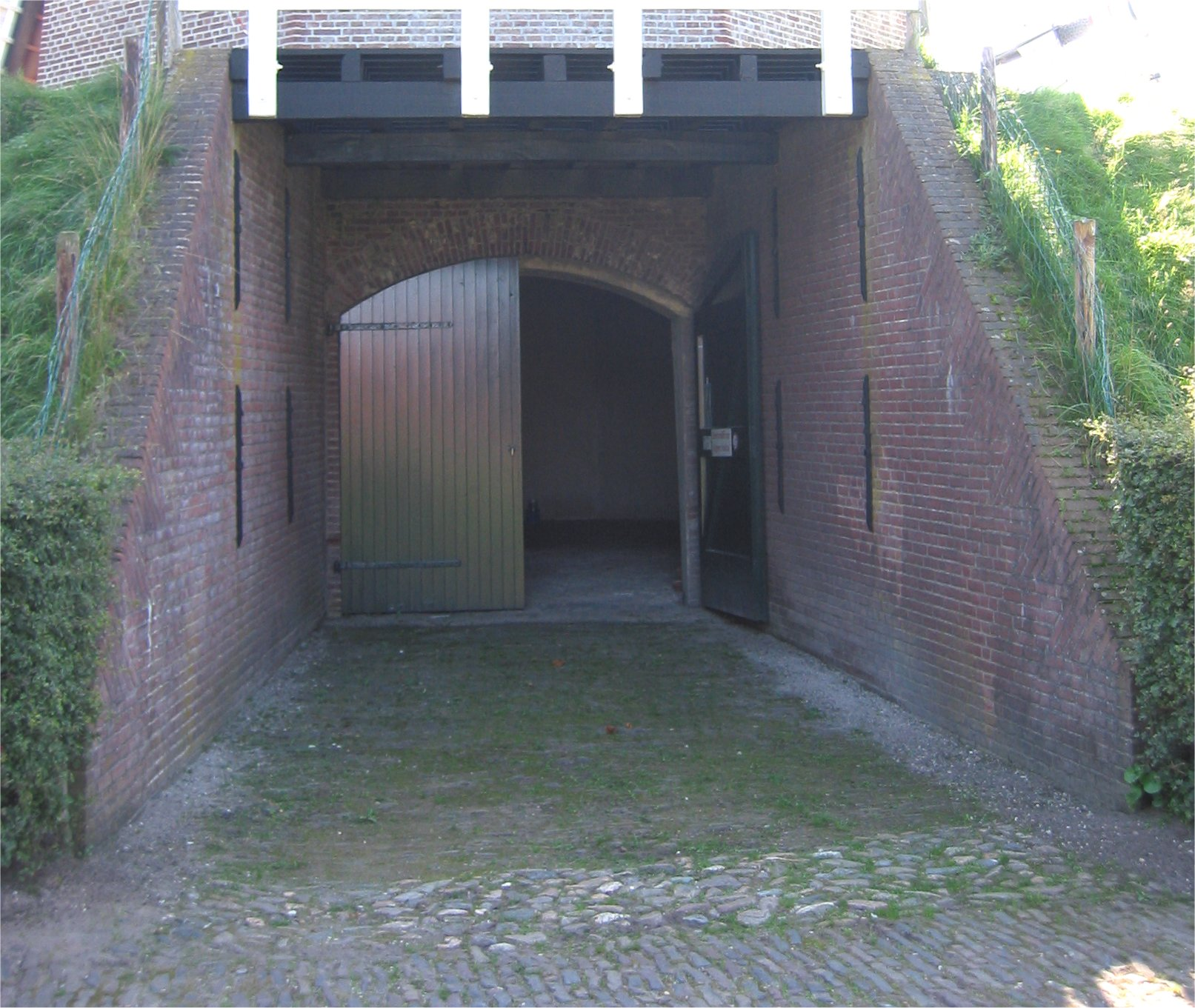
Invaart
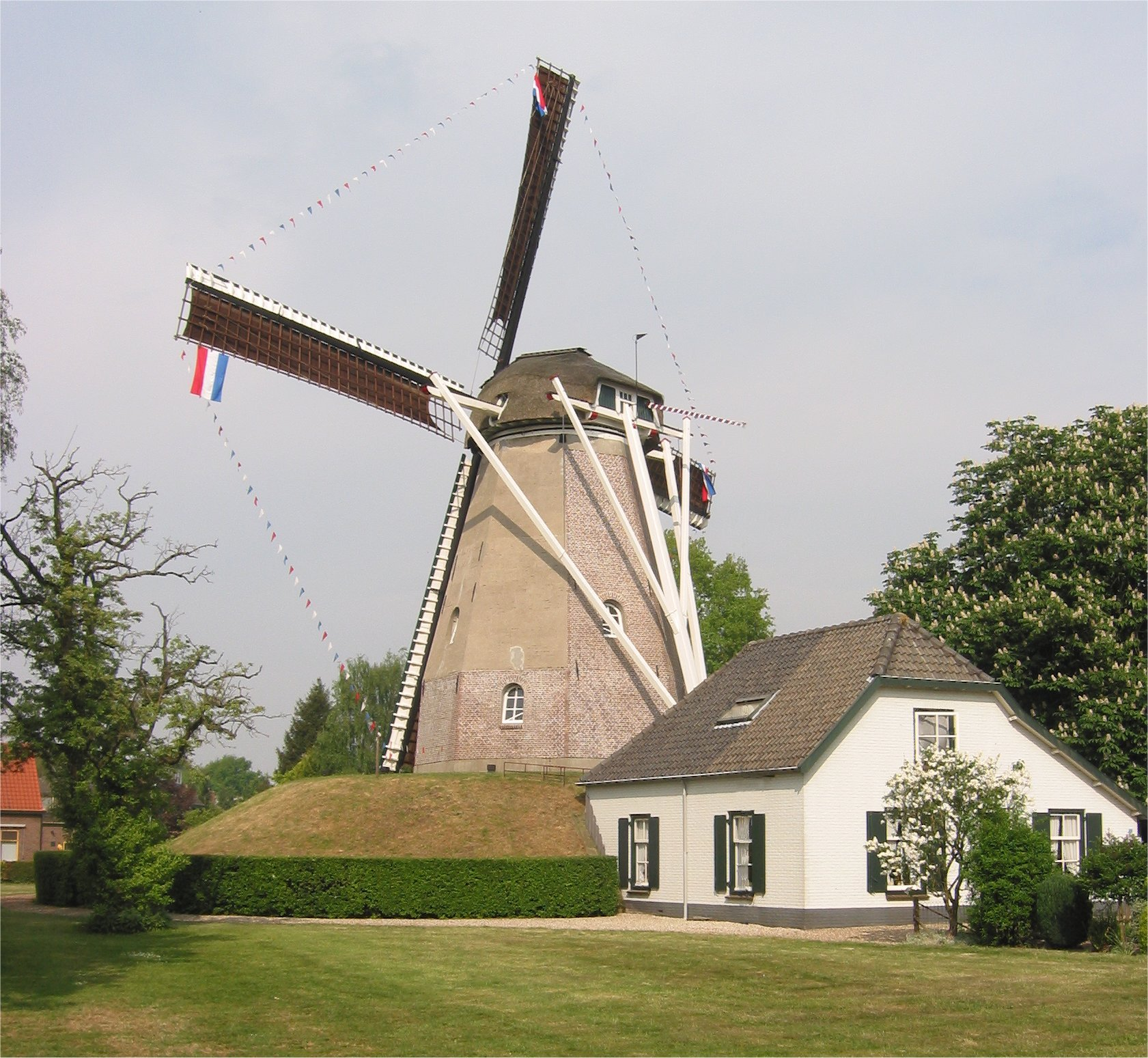
Staart
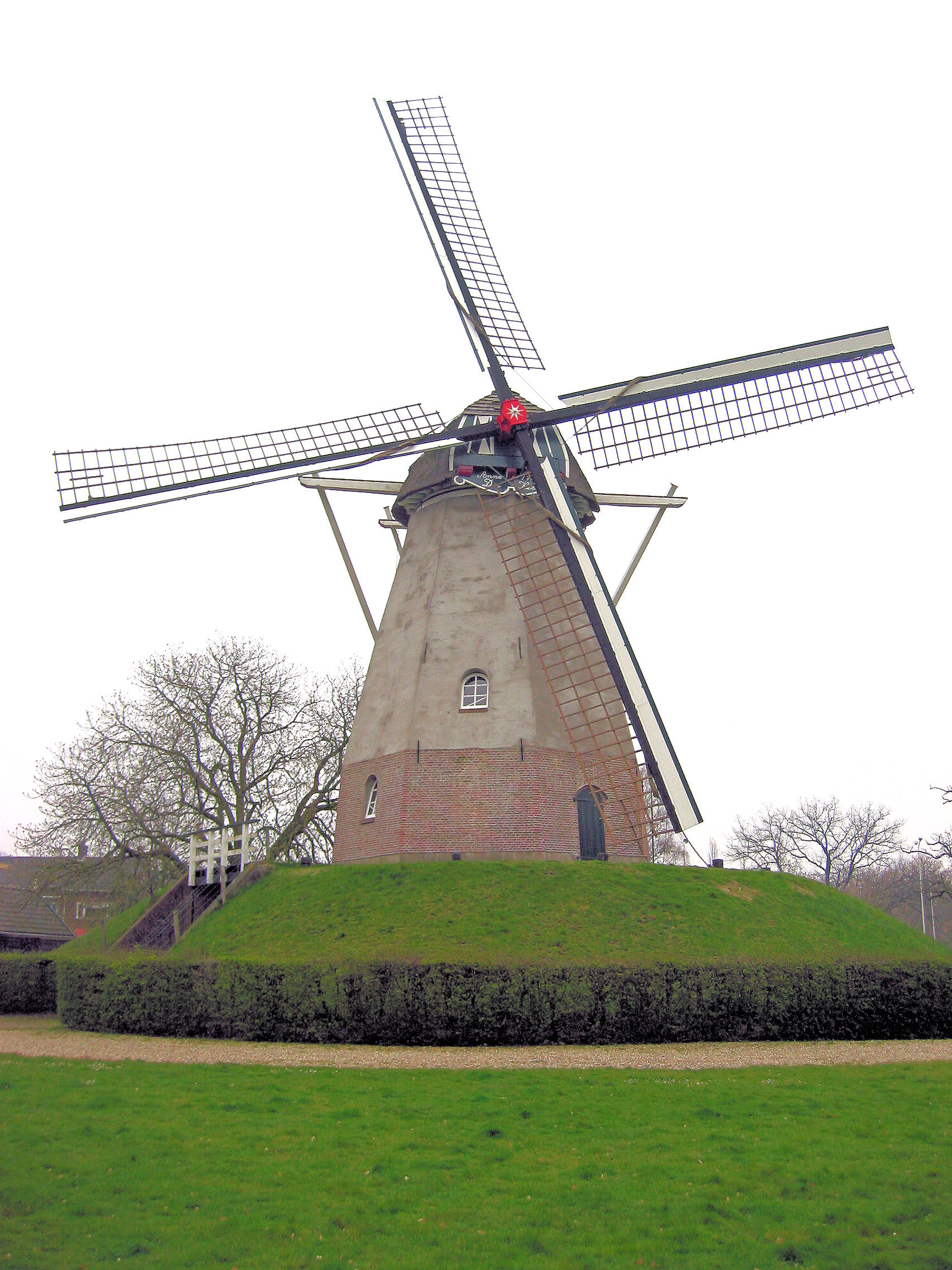
Rouwstand
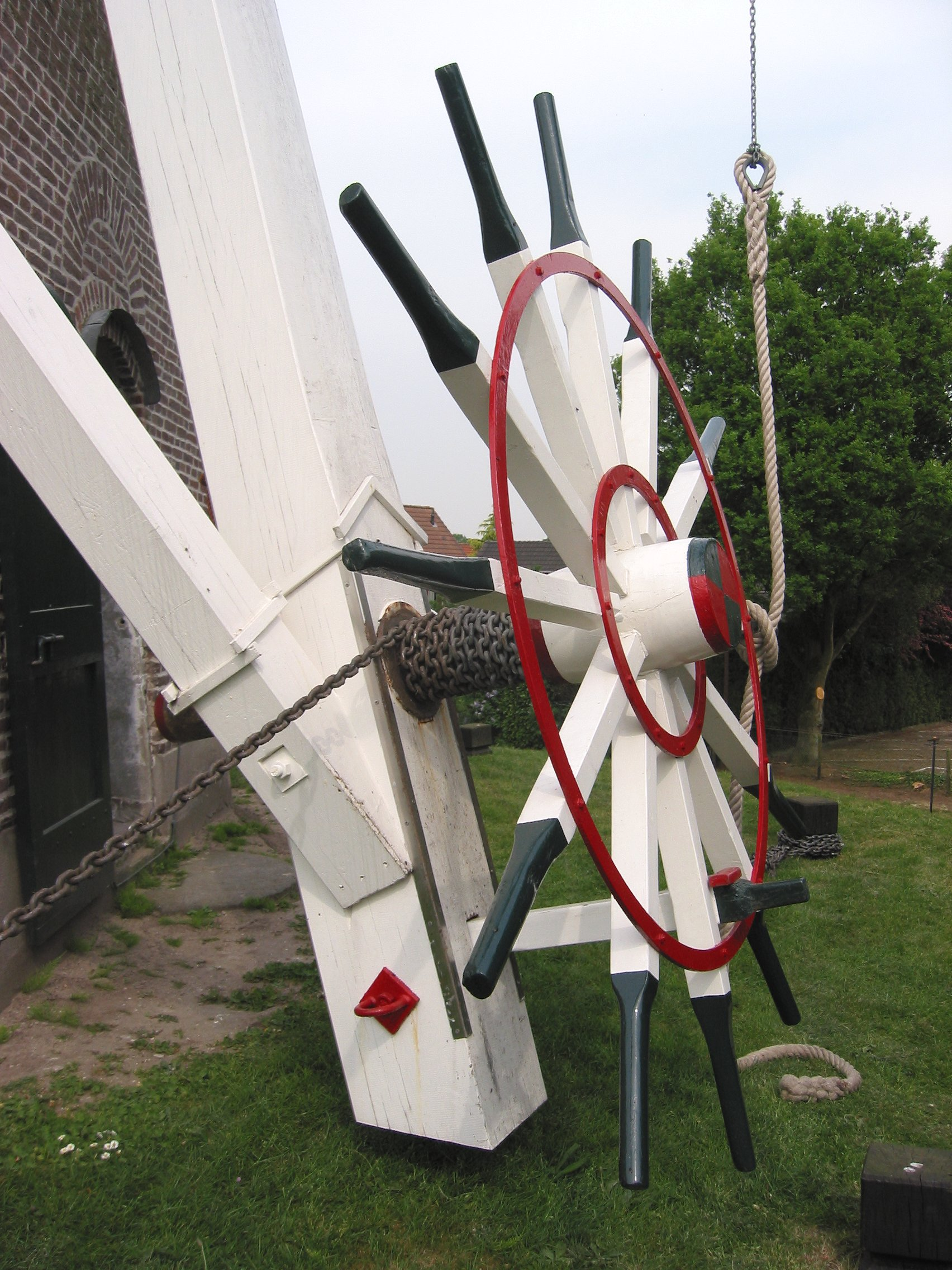
Kruiwiel
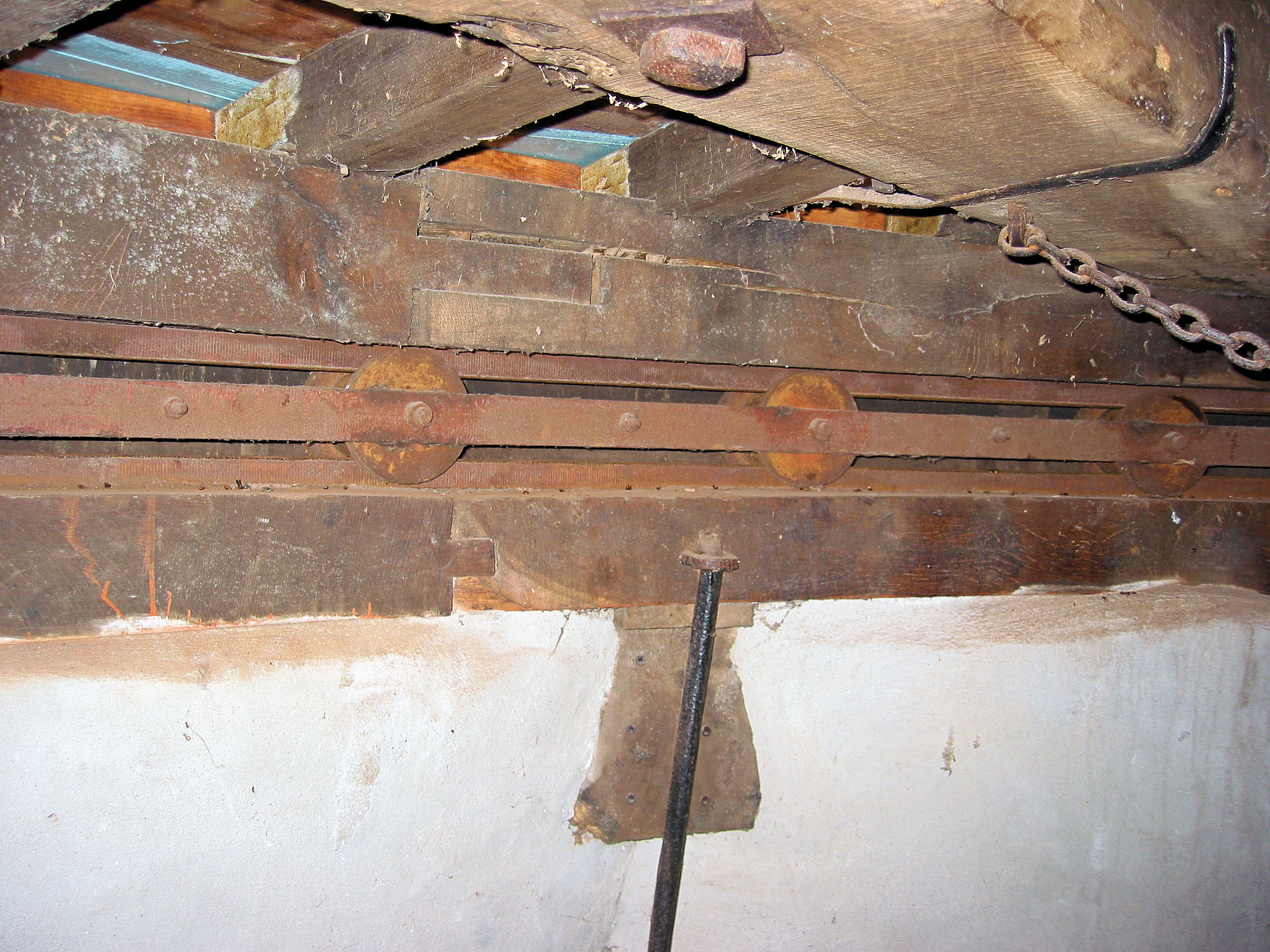
Engels kruiwerk
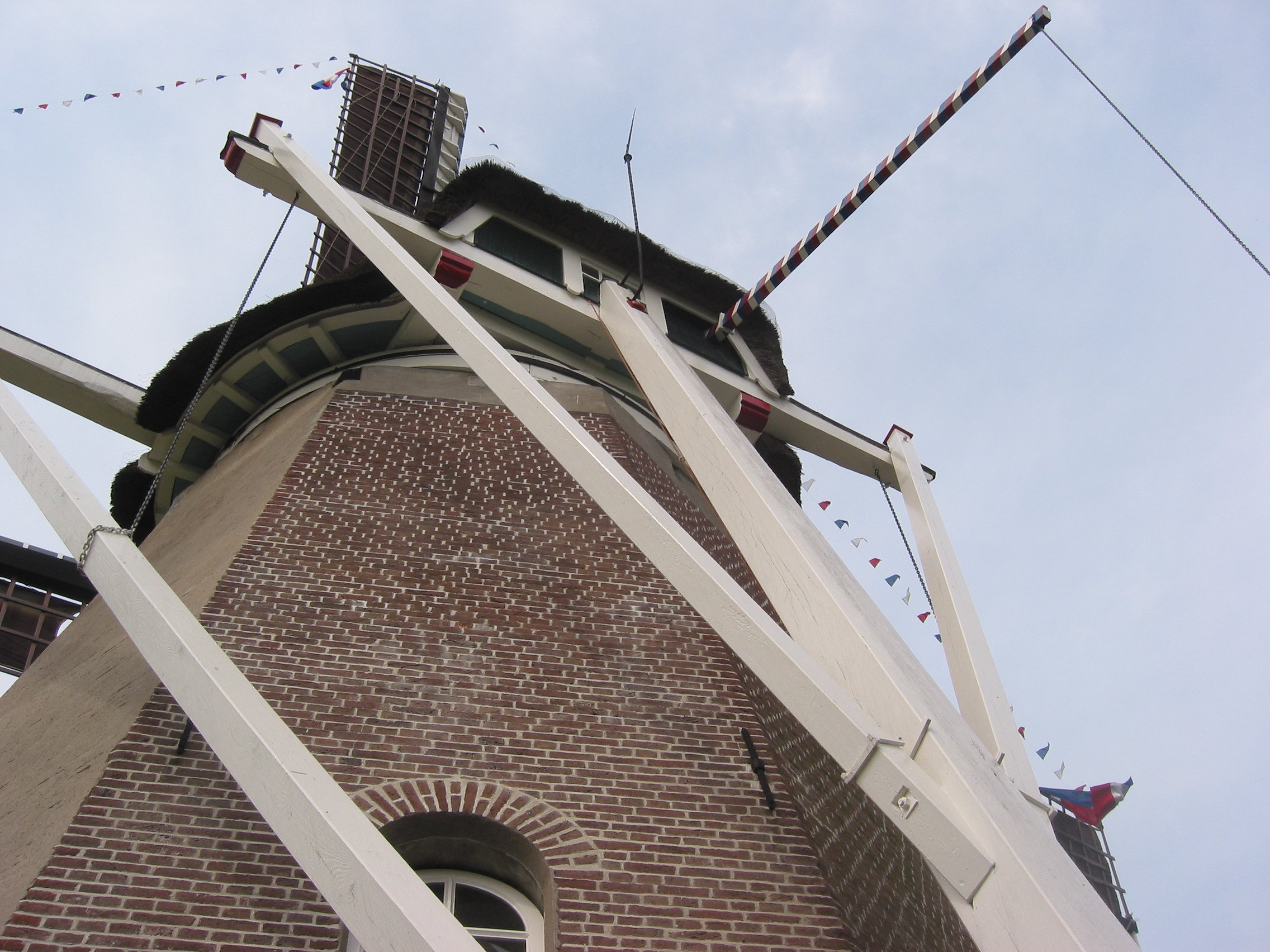
Wipstok voor de vang; beschilderd met prinsjeswerk
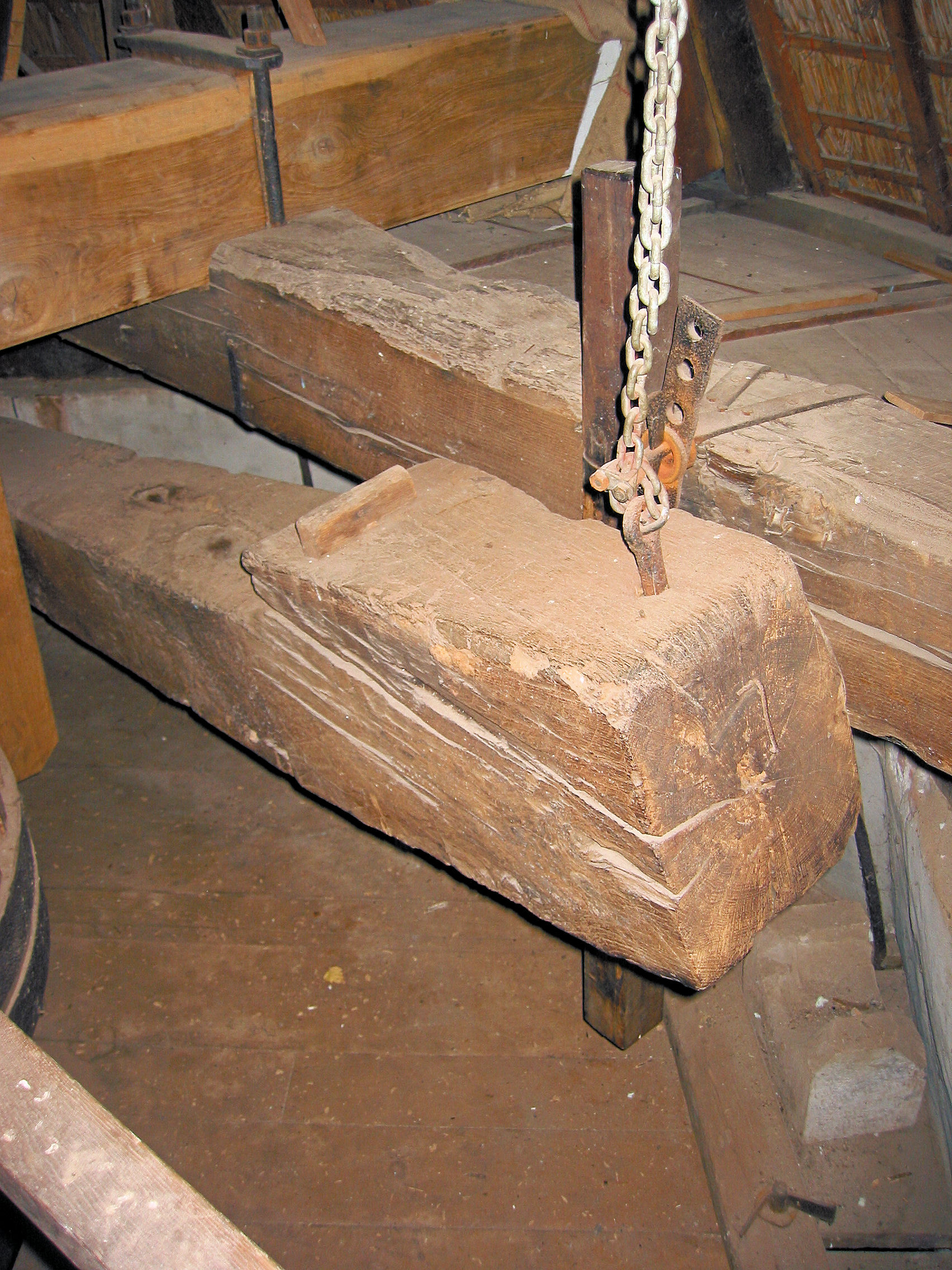
Vangbalk
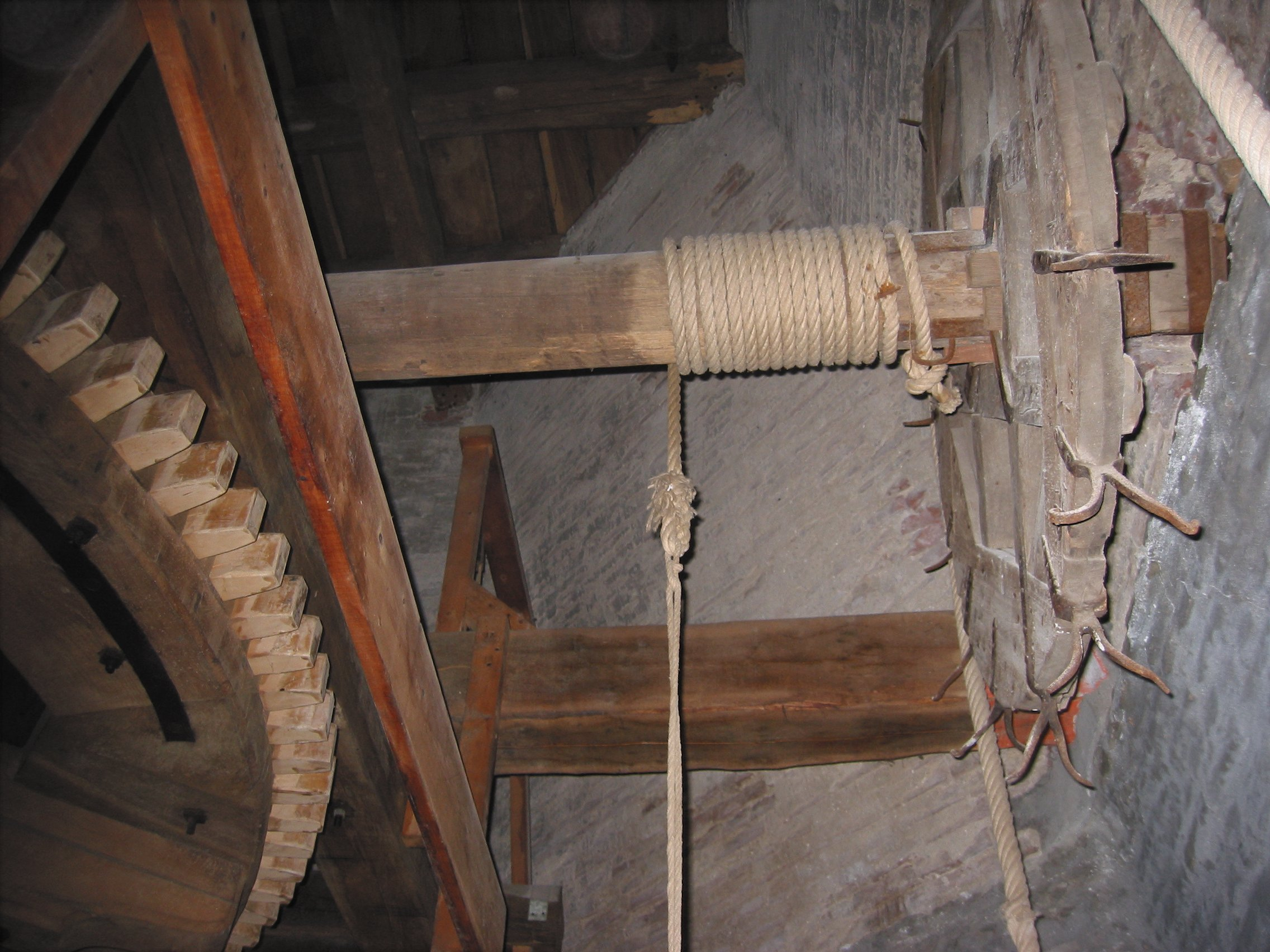
Luiwerk
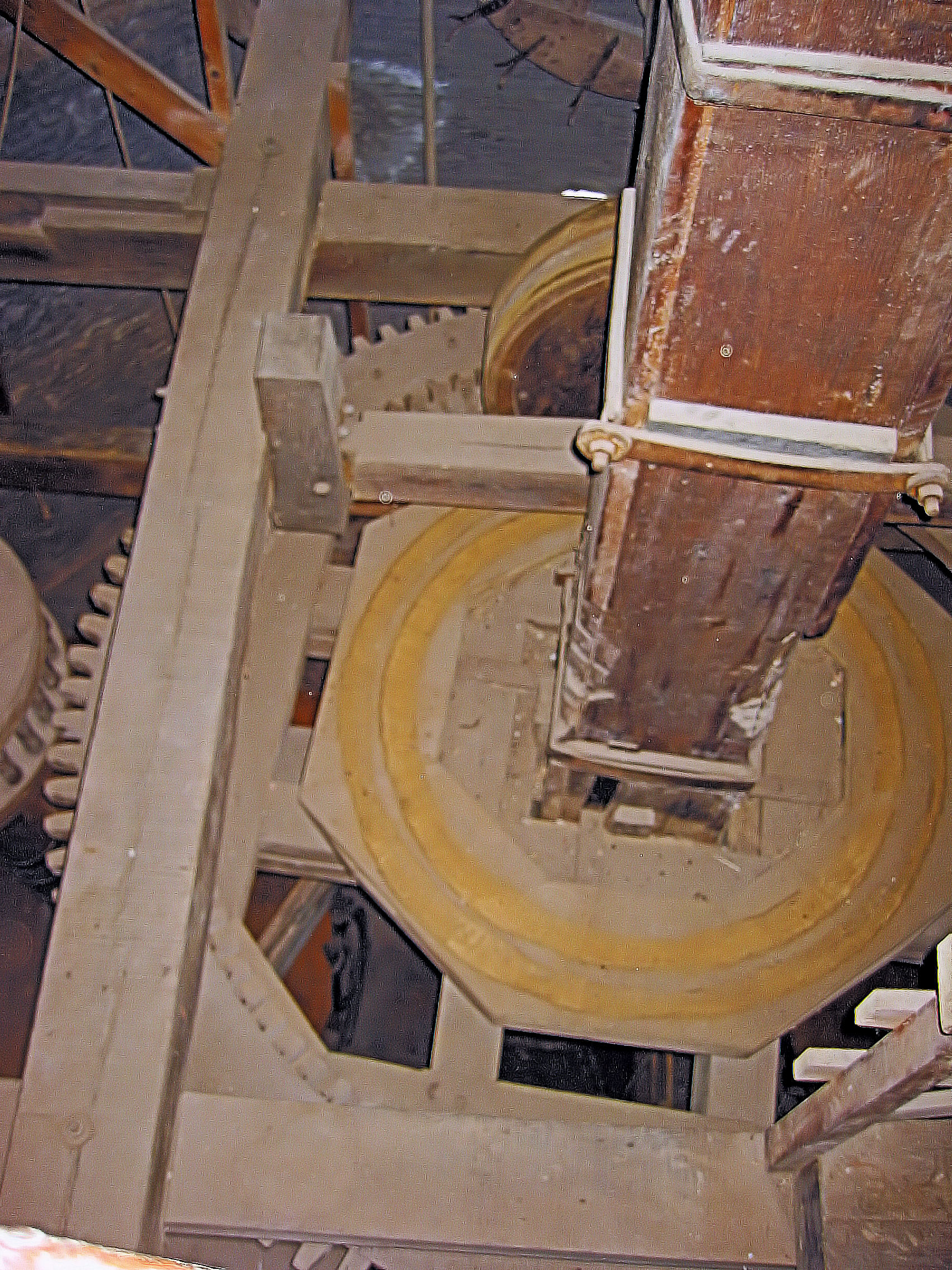
Koningsspil met luitafel op spoorwiel
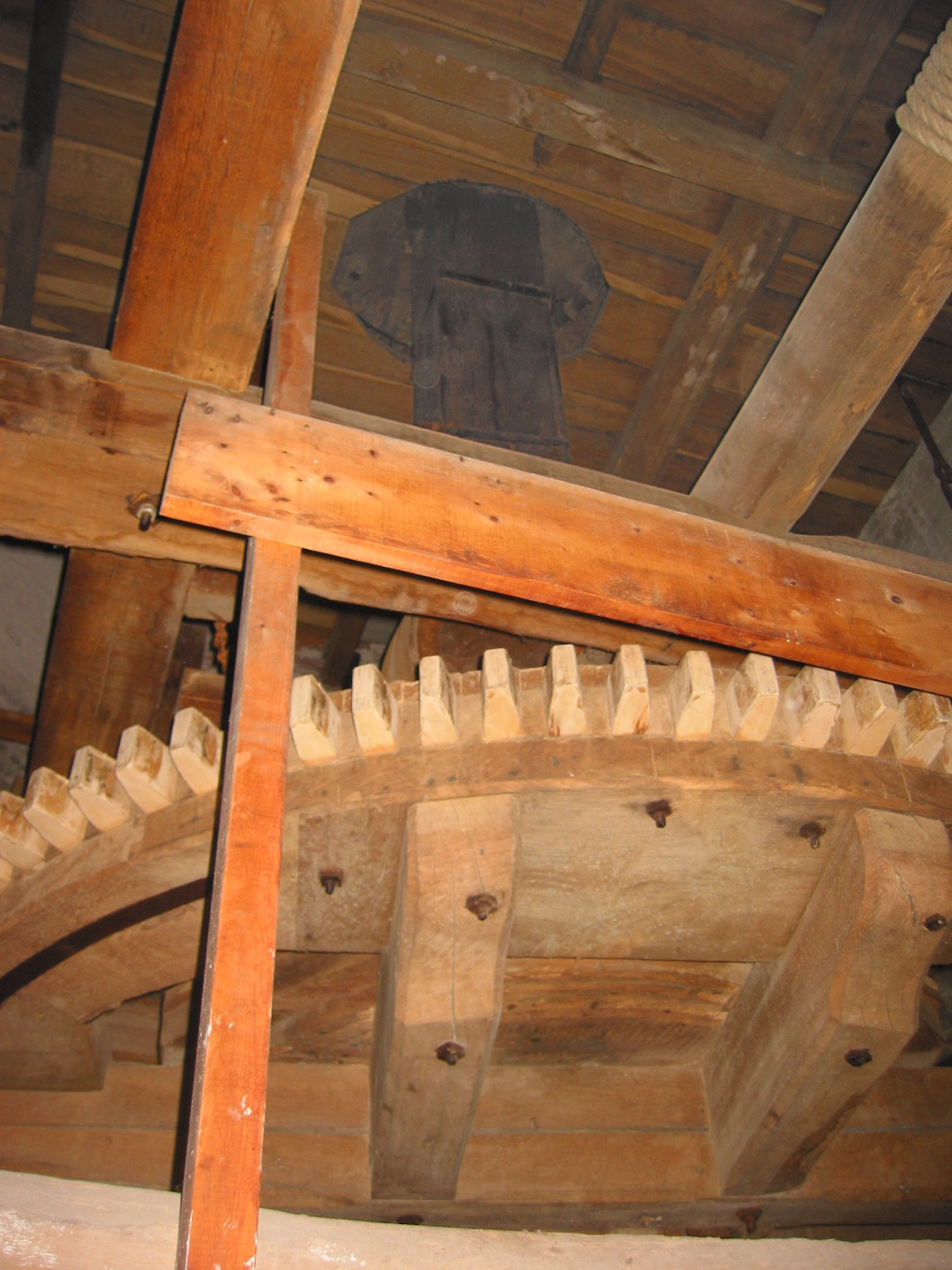
Spoorwiel
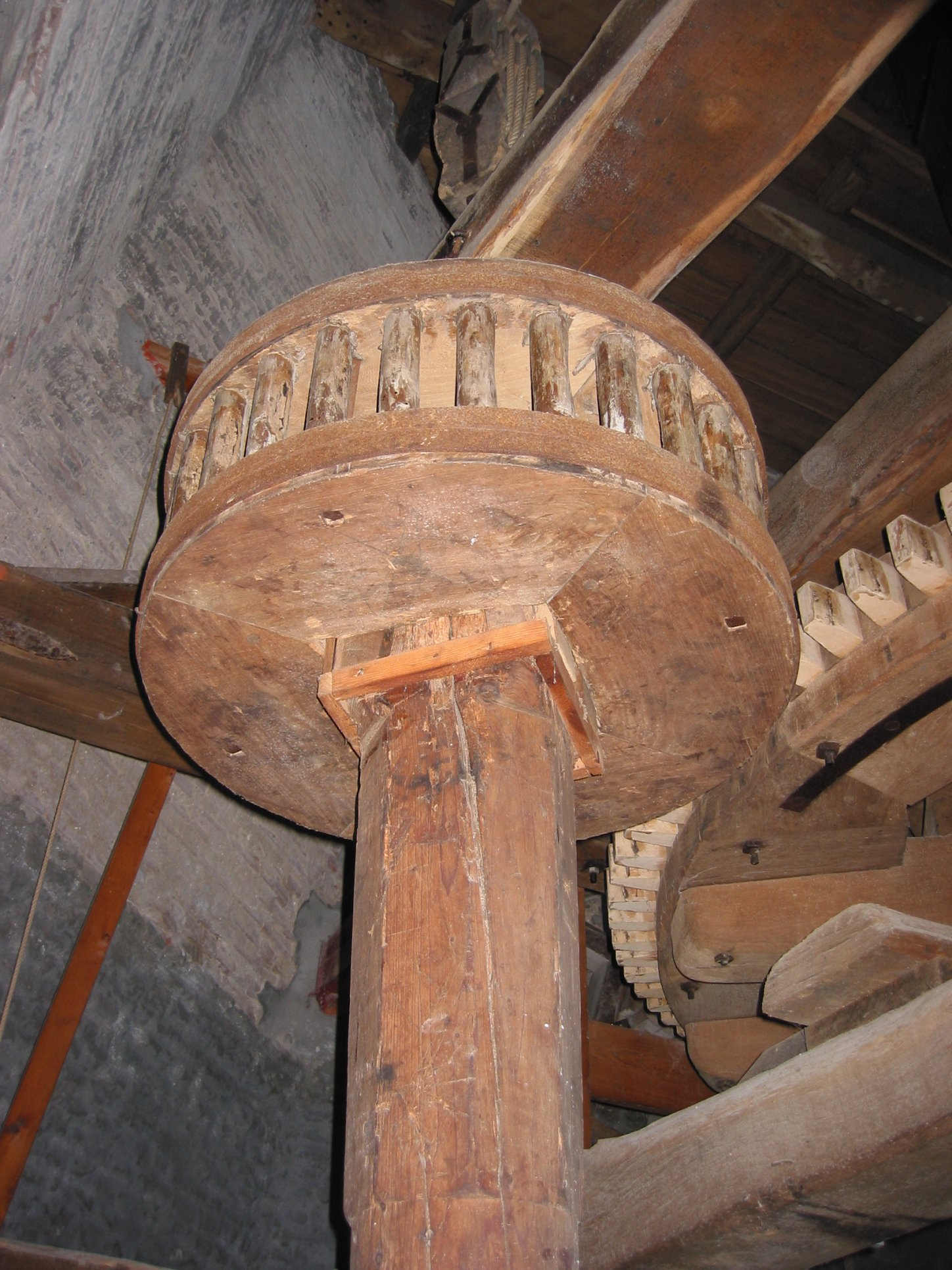
Aandrijving maalstoel links
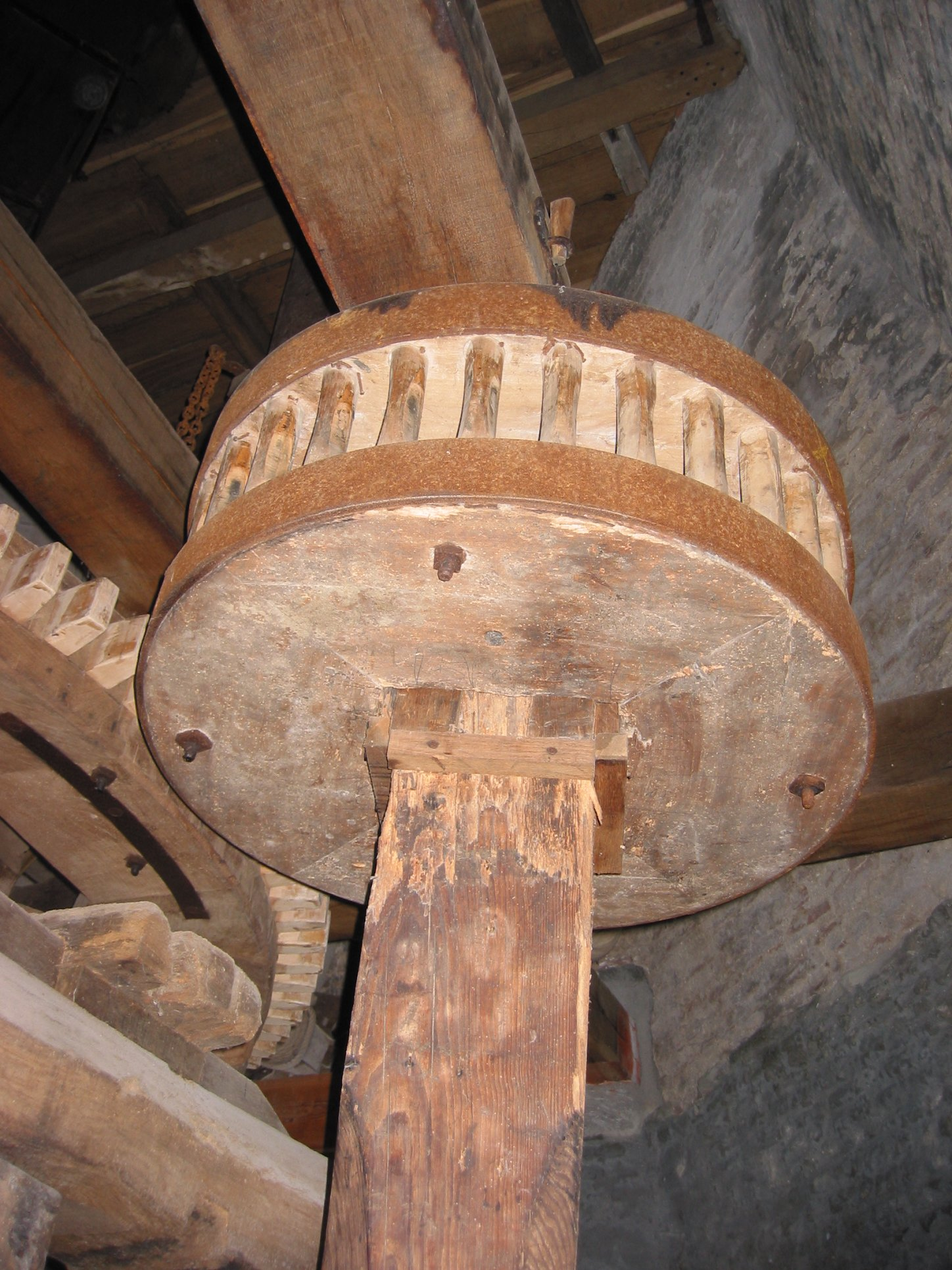
Aandrijving maalstoel rechts
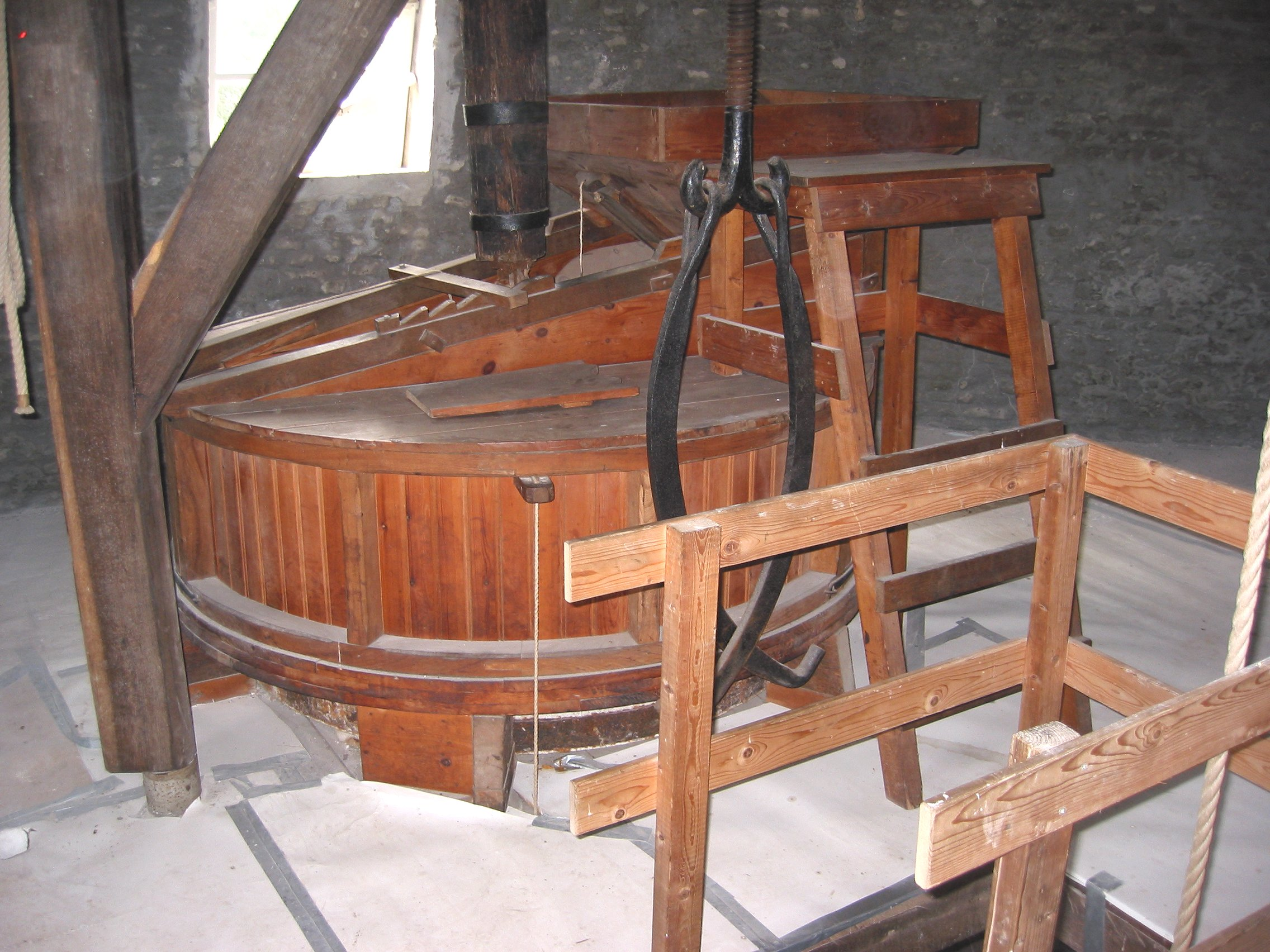
Maalstoel
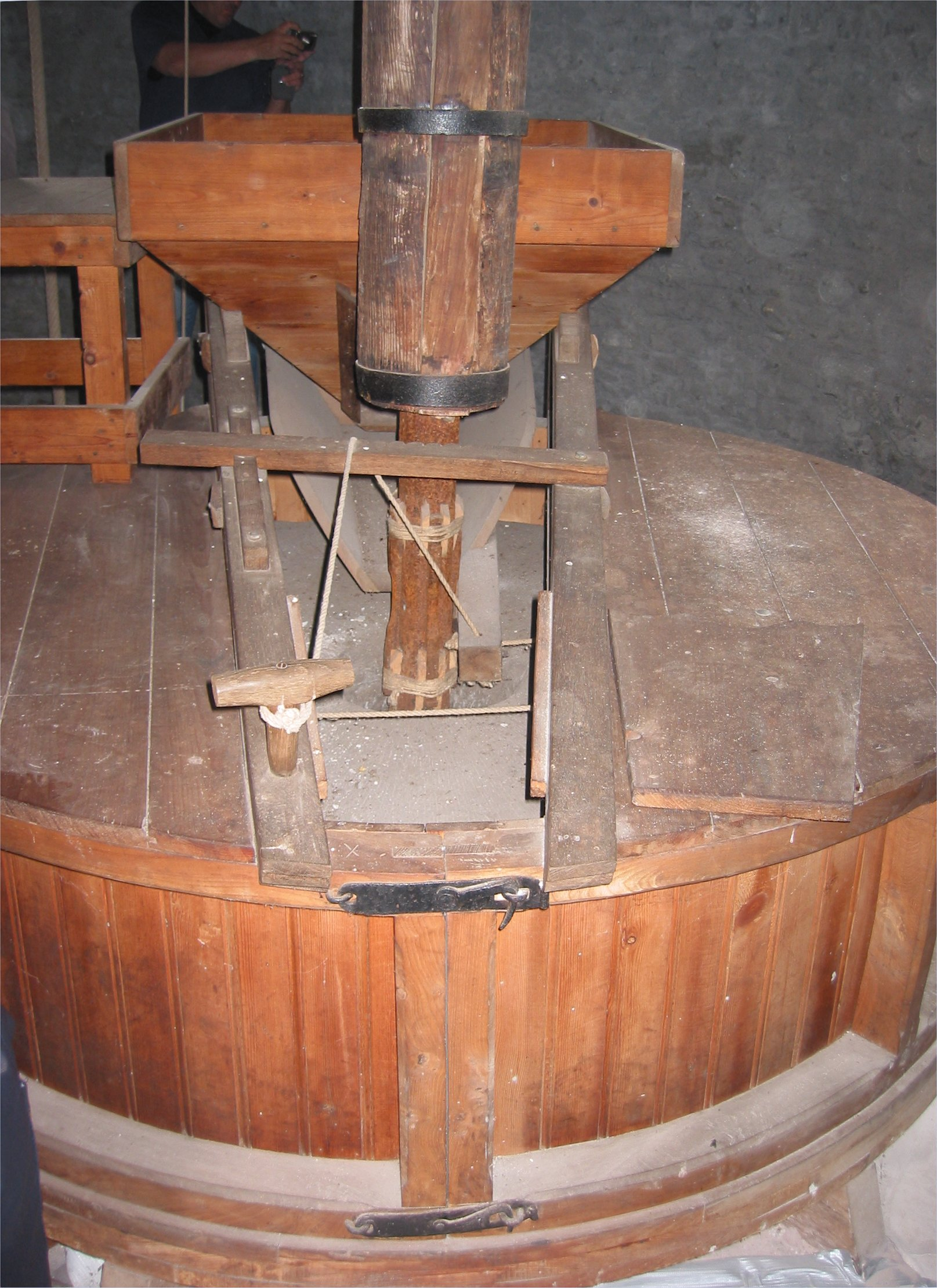
Maalstoel met de kaar (stortbak) voor het graan
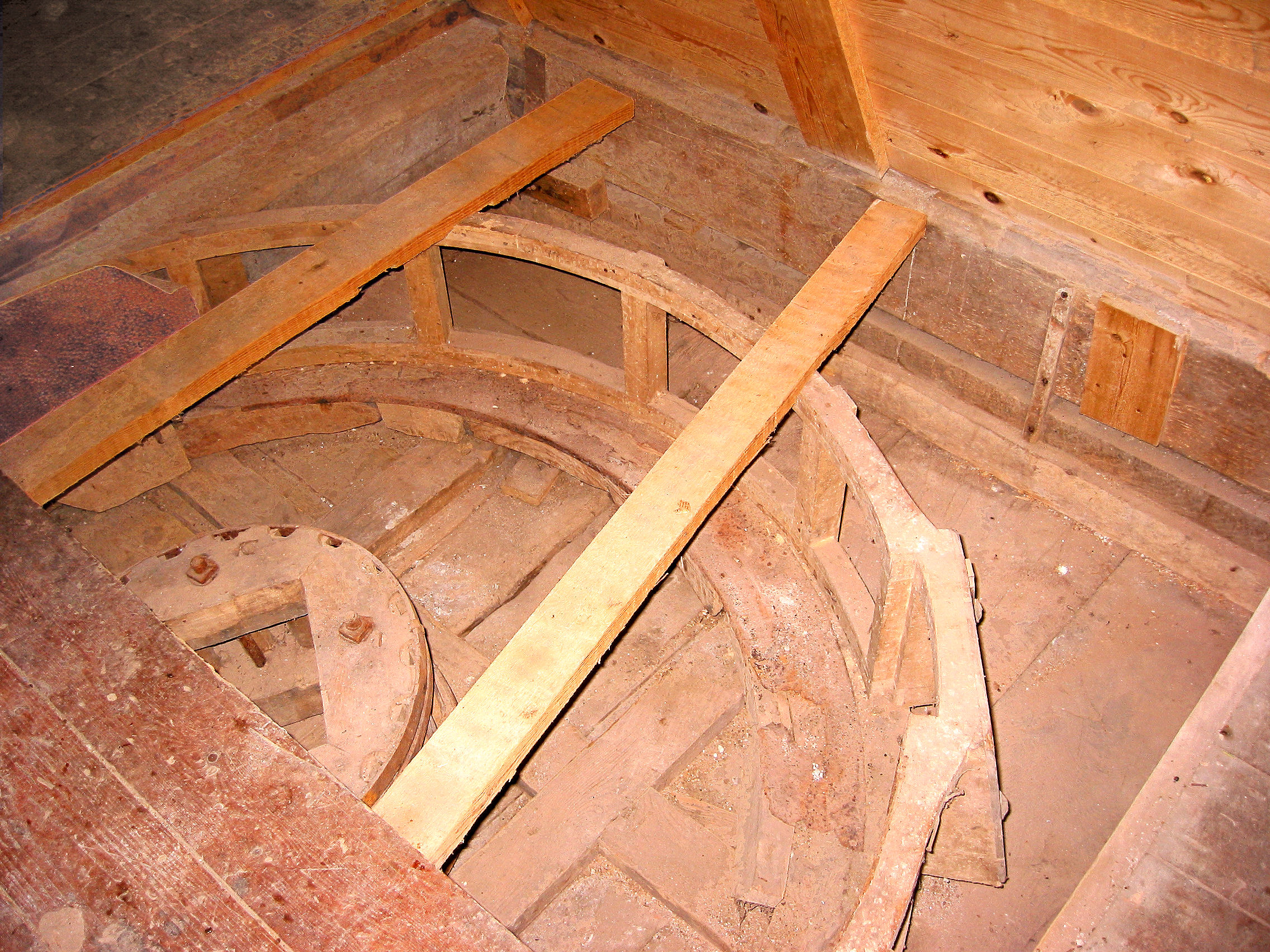
Pelsteenkuip
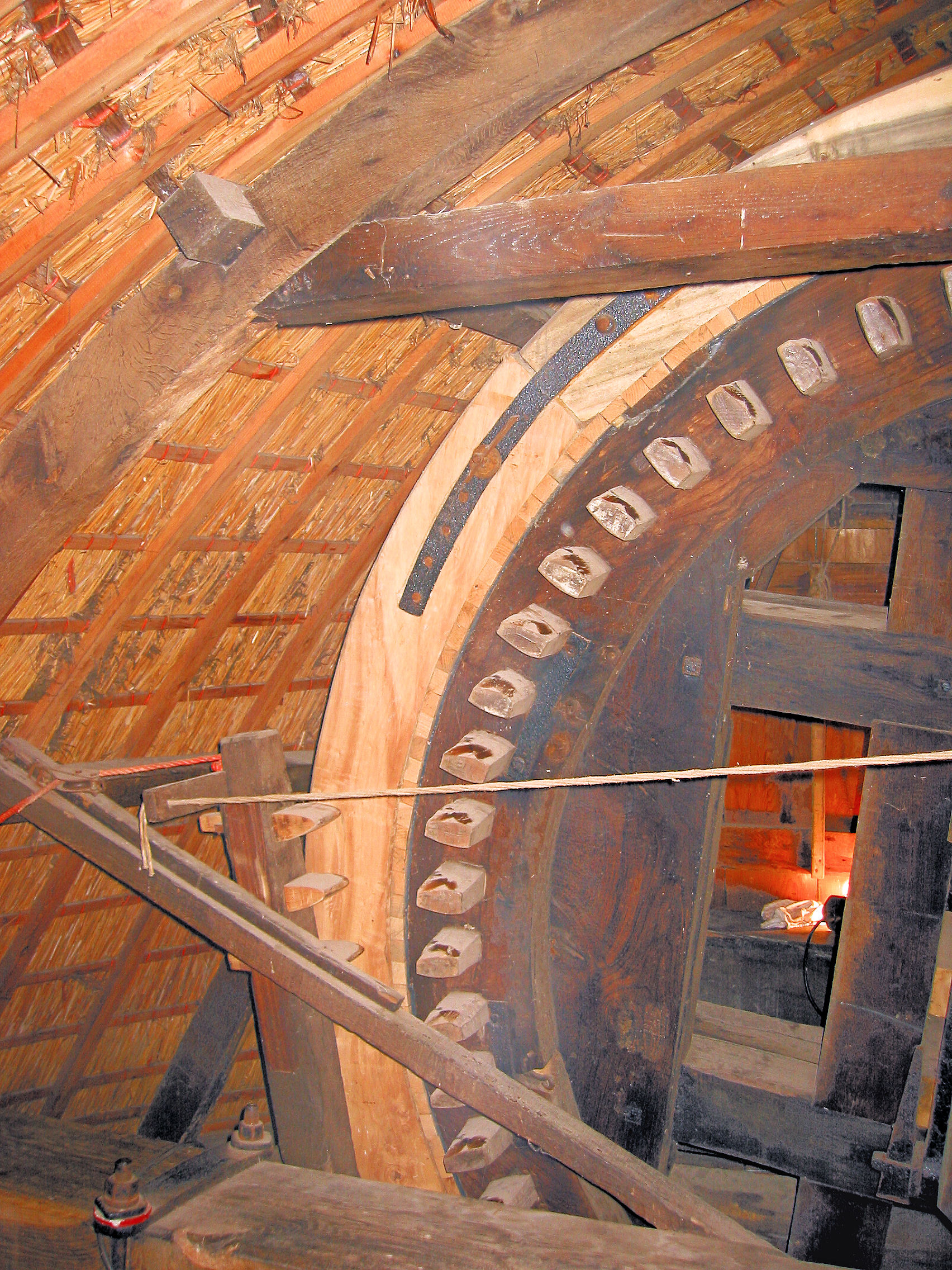
Bovenwiel met pal
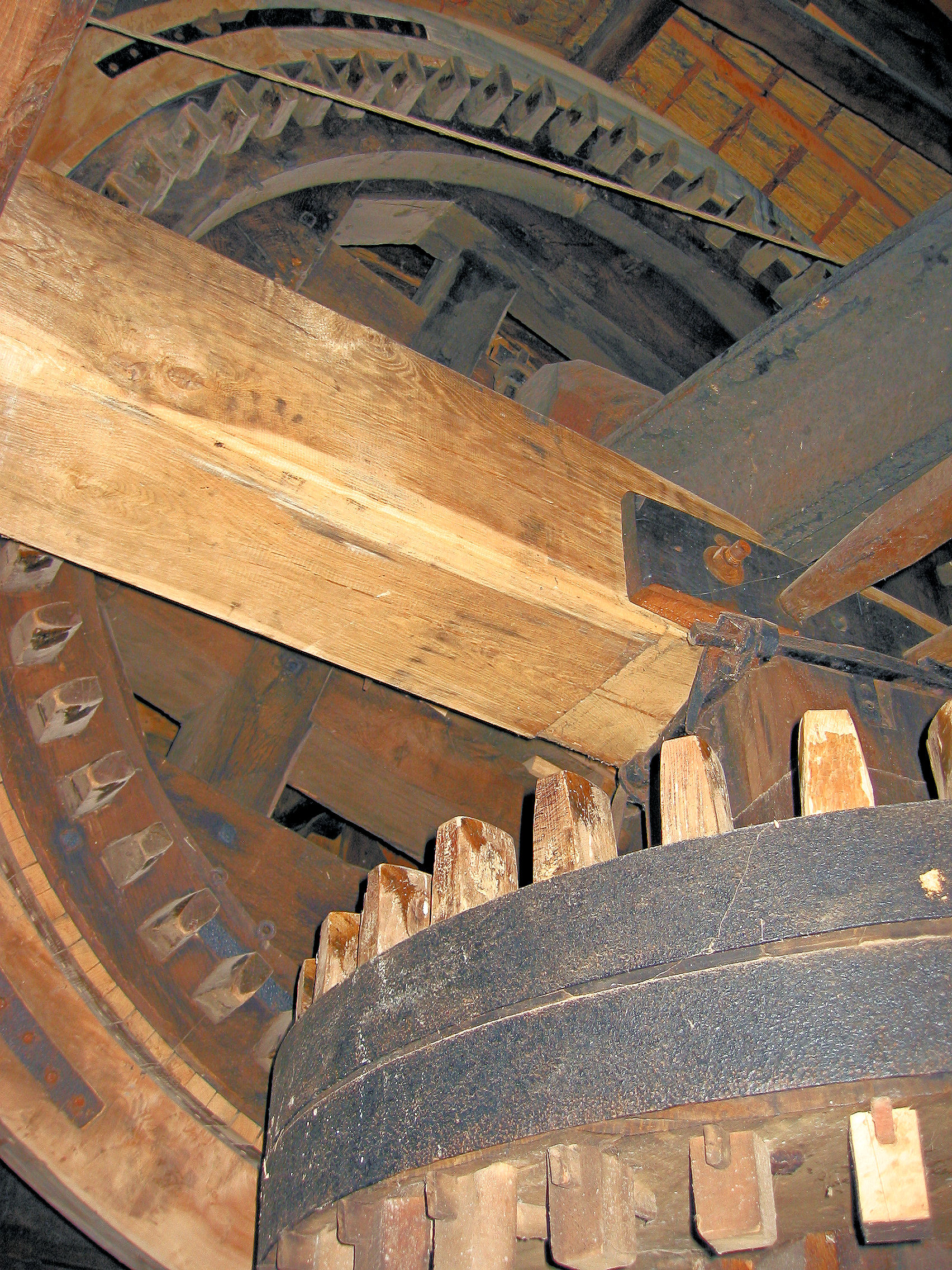
Bovenwiel met bonkelaar
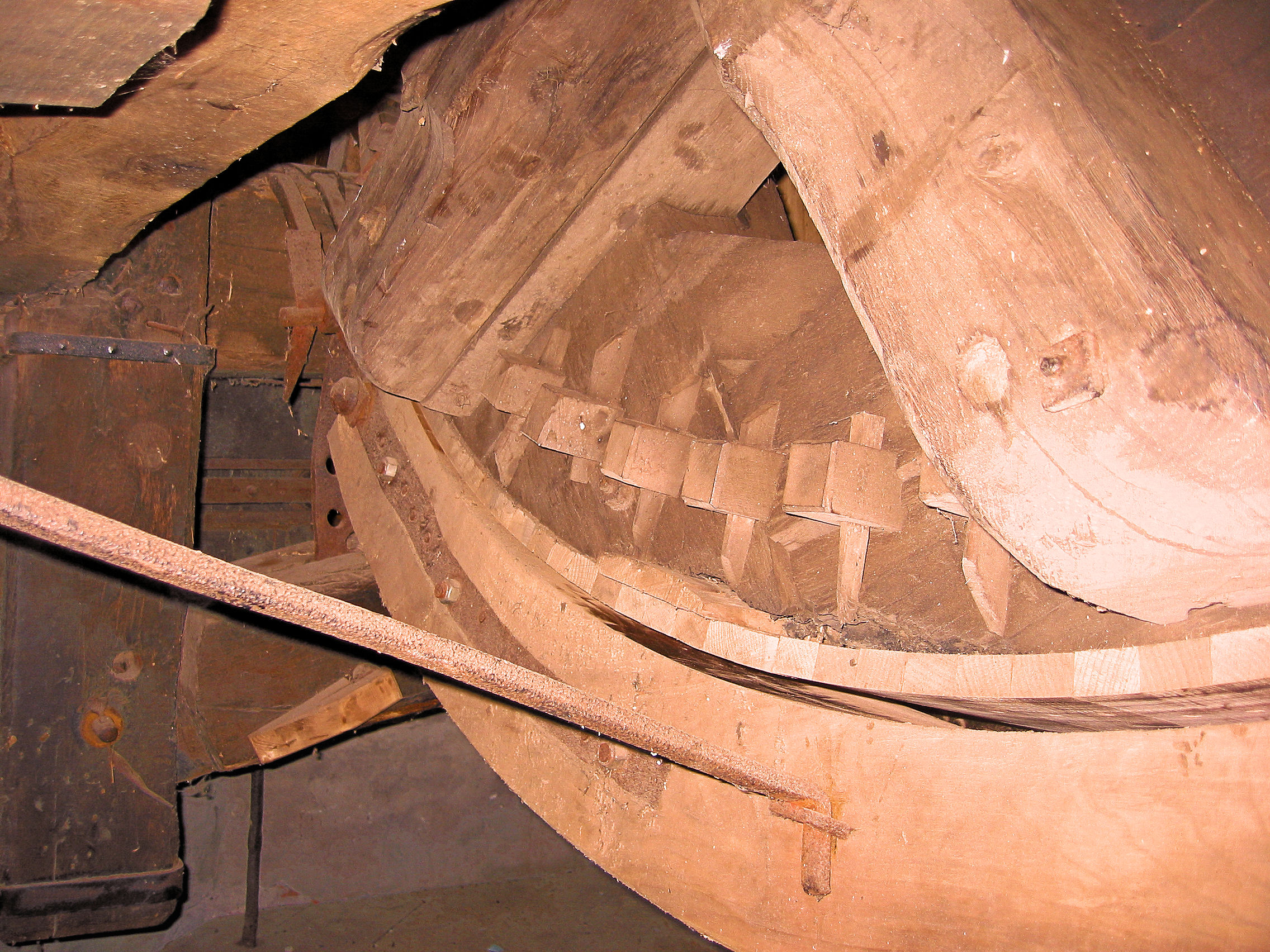
Achterkant bovenwiel en ezel
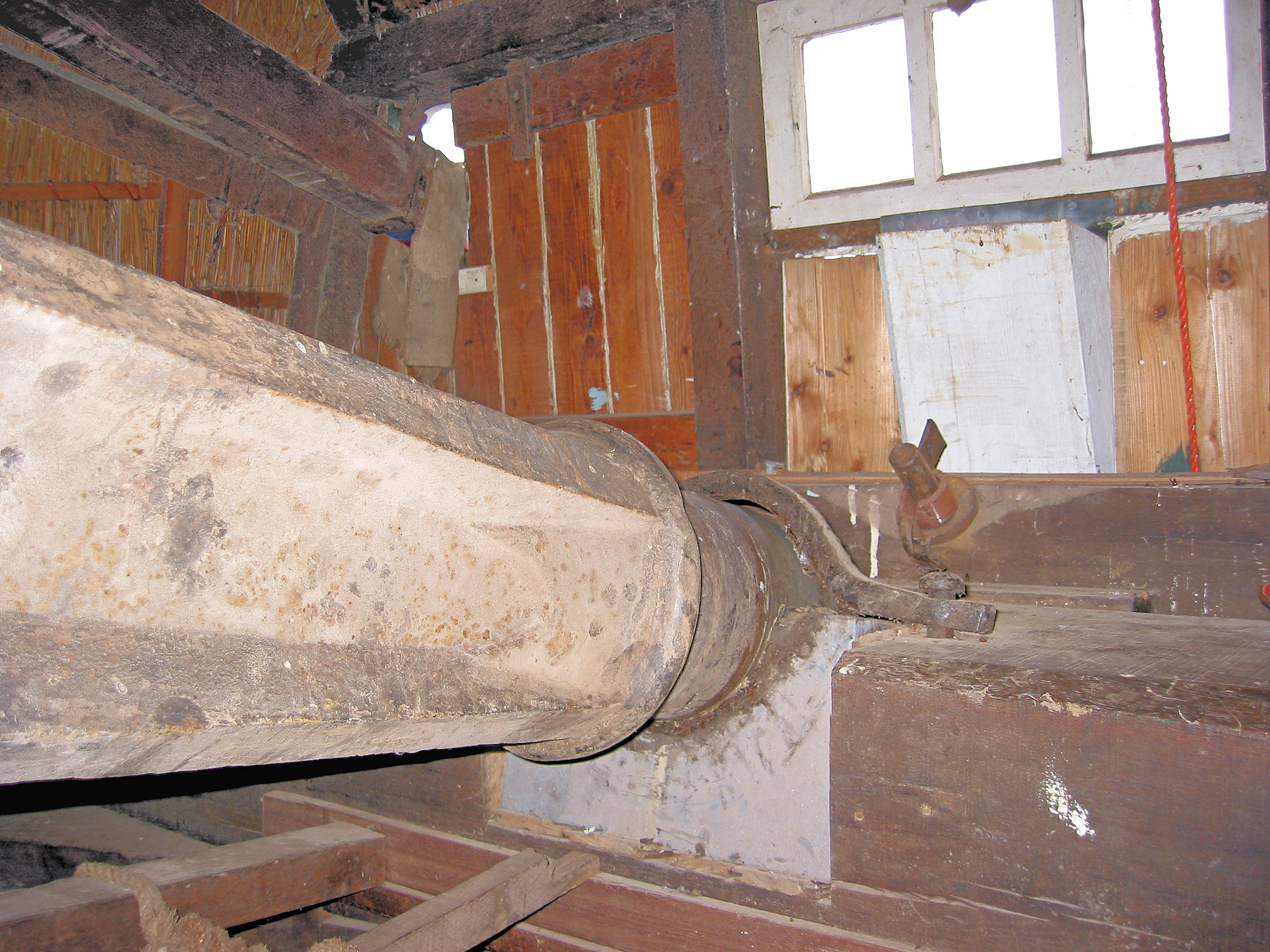
Bovenas met penlager
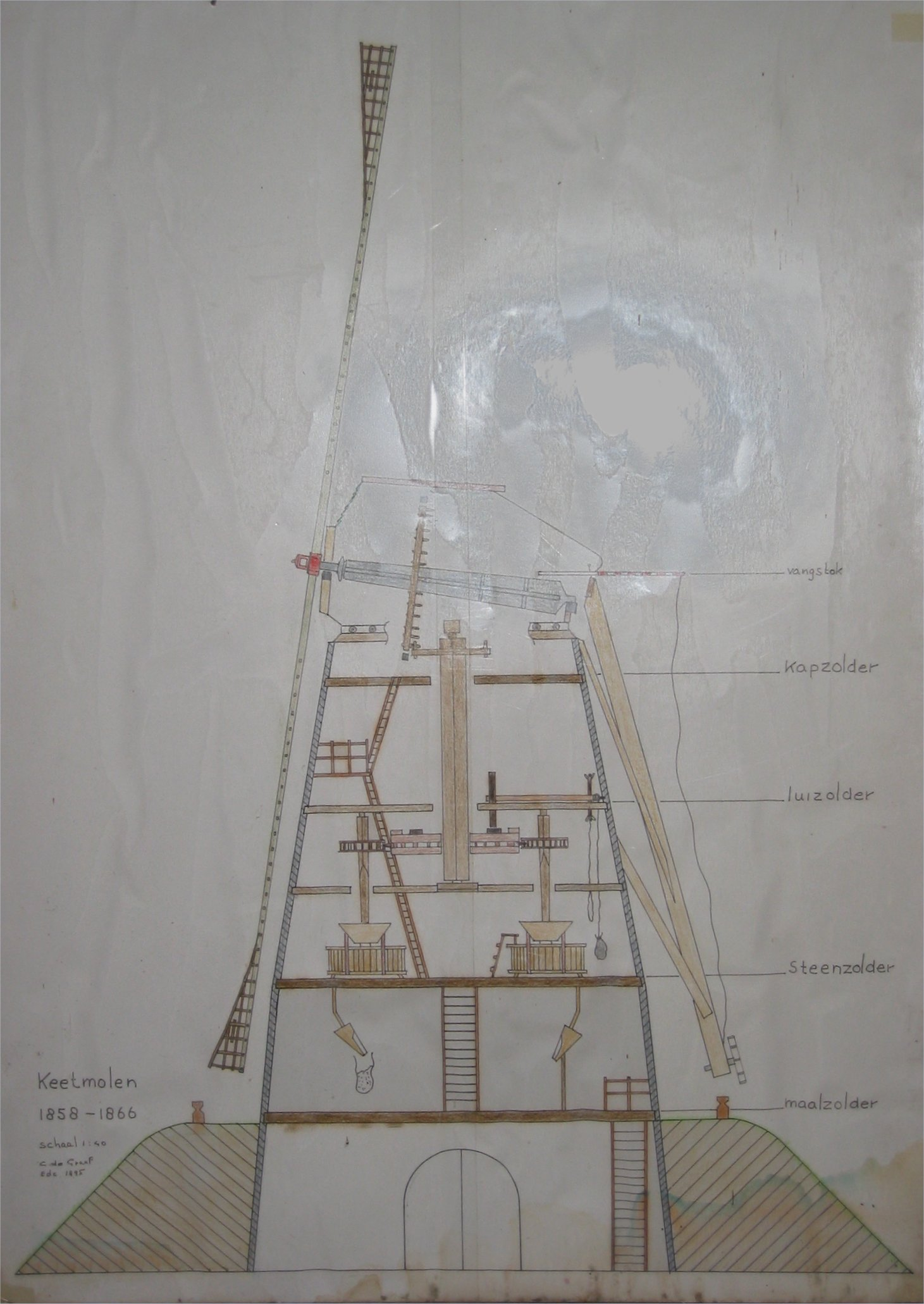
Schematische tekening